# 엉덩관절 모음근
엉덩관절 모음근(adductor muscles of the hip) 또는 고관절 내전근(股關節內轉筋)은 넓적다리안쪽칸에 위치하며, 고관절을 움직여 넓적다리를 서로 모으는 작용을 주로 하는 근육들을 총칭하여 이르는 용어이다.

## 구조
엉덩관절 모음근을 이루는 근육들은 다음과 같다.
- 짧은모음근
- 긴모음근
- 큰모음근
- 작은모음근 - 큰모음근의 일부로 취급되는 경우도 많다.
- 두덩근
- 두덩정강근
- 바깥폐쇄근[1]

이들은 모두 넓적다리안쪽칸에 속하며, 두덩뼈와 궁둥뼈에서 시작하여 주로 넙다리뼈의 뒤안쪽 면에 닿는다.
| 근육       | 이는곳                          | 닿는곳                      | 신경 분포                         |
| 짧은모음근 | 아래두덩가지                    | 거친선의 안쪽능선           | 폐쇄신경 (L2-L4)                  |
| 긴모음근   | 두덩뼈결절 아래쪽의 두덩뼈 앞면 | 거친선 안쪽능선             | 폐쇄신경 (L2-L4)                  |
| 큰모음근   | 아래두덩가지, 궁둥뼈결절        | 거친선 안쪽능선, 모음근결절 | 폐쇄신경, 정강신경 (L2-L5)        |
| 작은모음근 | 아래두덩가지                    | 거친선 안쪽능선             | 폐쇄신경 (L2)                     |
| 두덩근     | 두덩근선                        | 두덩근선                    | 넙다리신경, 가끔 폐쇄신경 (L2-L4) |
| 두덩정강근 | 아래두덩가지                    | 정강뼈의 거위발             | 폐쇄신경 (L2-L3)                  |
| 바깥폐쇄근 | 폐쇄막 가쪽 표면과 궁둥두덩가지 | 돌기오목목                  | 폐쇄신경 뒤가지 (L5-S2)           |

### 신경 분포
엉덩관절 모음근 중 두덩근만 넙다리신경의 지배를 받는다. 나머지 엉덩관절 모음근은 모두 폐쇄신경의 지배를 받는데, 유일한 예외는 정강신경이 분포하는 큰모음근의 작은 일부분뿐이다.

### 변이
전체 인구의 33% 정도에서 짧은모음근과 작은모음근이 중복으로 존재한다. 존재하는 경우 이 근육은 아래두덩가지 상부에서 시작하여 아래가쪽으로 비스듬히 주행한다. 그중 절반은 작은모음근이 닿는 널힘줄 앞면에 닿으며, 나머지 절반에서는 두덩근선 상부나 작은돌기 뒷부분에 닿는다.